# マリーア・ゴンザーガ

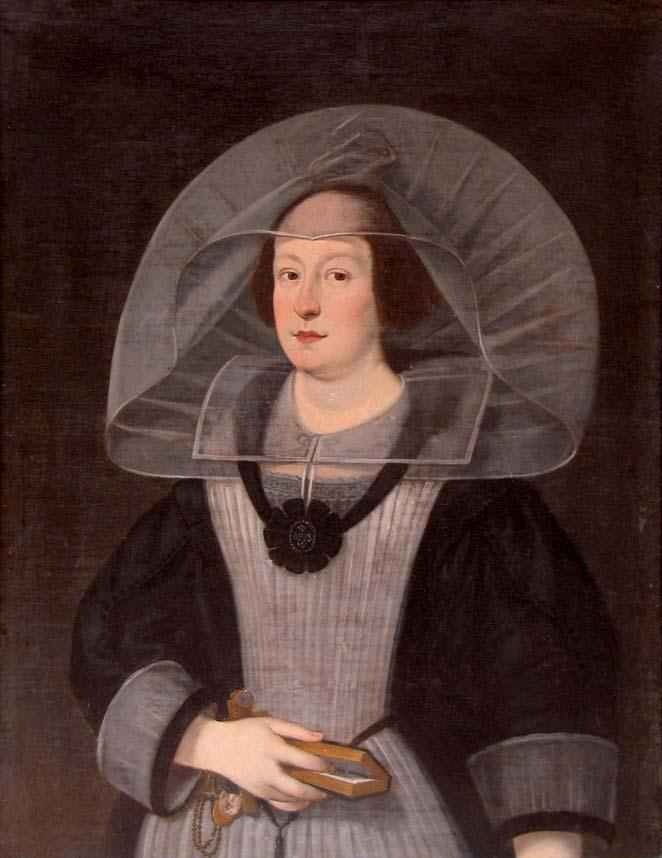
マリーア・ゴンザーガ、作者不詳、クルタトーネ・デッラ・ベアータ・ヴィルジーネ・デッレ・グラツィエ巡礼教会蔵

マリーア・ゴンザーガ（Maria Gonzaga, 1609年7月29日 マントヴァ - 1660年8月14日 マントヴァ）は、イタリアのゴンザーガ家の公女、のち公爵夫人。未成年の息子に代わりマントヴァ公国・モンフェッラート公国の摂政（在任1637年 - 1647年）を務めた。

## 生涯
マントヴァ公フランチェスコ4世・ゴンザーガとその妻でサヴォイア公カルロ・エマヌエーレ1世の娘であるマルゲリータの間の長女。3歳で父を亡くし、公爵位を継いだ2人の叔父フェルディナンド1世・ヴィンチェンツォ2世の後見下で育った。
1627年12月25日、ヴィンチェンツォ2世の後継者であった傍系のヌヴェール公シャルル（カルロ）の長男マイエンヌ公シャルル（カルロ）と結婚。この同族内結婚は傍系ヌヴェール家へのマントヴァ公爵位継承を確実にするためのものだったが、結果としてスペインとフランスの国際対立を招き、マントヴァ継承戦争を引き起こした。
夫とは1631年に死別した。1637年の義父の死後、息子カルロ2世がマントヴァ公となるが、幼少のためマリーアが10年にわたり摂政を務めた。

## 子女
- カルロ2世（1629年 - 1665年） - マントヴァ公、モンフェッラート公[1]
- エレオノーラ（1630年 - 1686年） - 1651年、神聖ローマ皇帝フェルディナント3世と結婚[1]

## 引用・脚注
1. 1 2 3  Parrott 1997, p. 22.